# Un Martien à Paris
Pour plus de détails, voir Fiche technique et Distribution.
Un Martien à Paris est un film français réalisé par Jean-Daniel Daninos, sorti en 1961.

## Synopsis
Les dirigeants de la planète Mars voudraient bien savoir en quoi consiste l'amour, particulier à la planète Terre. Ils dépêchent pour cela un de leurs membres qui va vite comprendre ce qui fait tourner le monde en rencontrant une magnifique terrienne.

## Fiche technique
- Titre : Un Martien à Paris
- Titre alternatif : Les Lettres martiennes
- Réalisation : Jean-Daniel Daninos
- Scénario et adaptation : Jean-Daniel Daninos
- Dialogues : Jacques Vilfrid
- Assistant-réalisateur : Dany Fog
- Décors : Claude Bouxin, assisté de Clément Olivier
- Photographie : Marcel Combes, assisté de Raymond Heil, Jacques Nibert et Roger Ledru
- Montage : Françoise Diot, assistée d'Éliane Vuillermoz
- Musique : Michel Emer
- Son : Robert Teisseire
  - Chanson : Si tu continues interprétée par Jocelyne Jossia (éditions Salvet)
- Régisseur général : Rosen
- Script : Suzanne Faye
- Maquillage : Marie-Hélène Paris
- Laboratoire S.I.M Saint-Maur
- Auditorium de Boulogne-Billancourt
- Les séquences Mars ont été tournées dans les hangars de la T.A.I à Orly
- Effets spéciaux : LAX Saint-Cloud
- Chef de production : José Bénazéraf
- Production : Les Films Univers
- Distribution : Discifilm
- Pays d'origine :  France
- Langue : français
- Format : Noir et blanc — 35 mm — 1,37:1 — Son : Mono (Western Electric Sound System)
- Genre : Comédie - Fiction
- Durée : 87 minutes
- Dates de sortie :
  - France : 1er mars 1961
- Visa d'exploitation : 23.484

## Distribution
- Darry Cowl : Le Martien agent 000407, alias Pierre Dubois
- Henri Vilbert : M. Walter, le père de Liliane
- Nicole Mirel : Liliane Walter, la jeune femme servant de cobaye à Pierre
- Gisèle Grandpré : Mme Walter, la mère de Liliane
- Rolande Ségur : Lorène, une aventurière
- Michèle Verez : La fille de Saint-Germain qui fait le trottoir
- Laure Paillette : Une dame au commissariat
- Pierre Louis : Le reporter radio
- Michel Lemoine : Le jeune homme qui accompagne Lorène
- Dominique Maurin : Le petit garçon récupérant les stylos
- Charles Bayard : L'homme distingué rentrant à l'hôtel
- René Hell : Le marchand de crayon ambulant
- Michel Vocoret : Michel, le jeune nageur
- Pierre Duncan : Un inspecteur
- Robert Le Béal : Le commissaire de police
- Maurice Magalon : Un agent lors de l'atterrissage de la soucoupe
- Jean Franval : Un inspecteur
- Michel Bardinet
- Liliane Malterre
- Guy Saint Clair
- Eddier Robert
- Serge Berry
- Pierre Vernot
- Dany Berthier
- René Charles
- Jacques Deleon